# Gouvernement Djá II
Correia IV Embaló
Le gouvernement Djá II est le gouvernement de Guinée-Bissau du 3 juin au 26 novembre 2016.

## Historique

### Formation
De nouveau nommé Premier ministre le 26 mai 2016, Baciro Djá prête serment le 27 du même mois. Cependant, le gouvernement sortant refuse de céder le pouvoir.
Le 3 juin 2016, il forme son gouvernement. Le 10 du même mois, il prend possession du siège du gouvernement. 

### Succession
Un accord de sortie de crise est signé à Conakry le 12 octobre 2016, et Umaro Sissoco Embaló (PAIGC) devient Premier ministre le 18 novembre 2016, sa nomination est cependant contestée par le PAIGC.

## Composition
La composition est la suivante.
| Portefeuille                                                                                      | Titulaire | Titulaire                     | Parti |
| ------------------------------------------------------------------------------------------------- | --------- | ----------------------------- | ----- |
| Premier ministre                                                                                  |           | Baciro Djá                    | PAIGC |
| Ministre d'État Ministre de la Présidence du Conseil des ministres et des Affaires parlementaires |           | Aristides Ocante da Silva     | PAIGC |
| Ministre d'État Ministre de l'Énergie                                                             |           | Florentino Mendes Pereira     | PRS   |
| Ministre d'État Ministre de l'Intérieur                                                           |           | Botche Candé                  | PRS   |
| Ministre de l'Économie et des Finances                                                            |           | Henrique Horta dos Santos     |       |
| Ministre des Ressources naturelles                                                                |           | Epifanio Carvalho de Melo     |       |
| Ministre des Affaires étrangères, de la Coopération internationale et des Communautés             |           | Soares Sambú                  | PAIGC |
| Ministre de la Défense nationale, des Combattants de la liberté de la patrie                      |           | Eduardo Costa Sanhá           |       |
| Ministre de l'Administration territoriale et du Développement local                               |           | Sola Nquilim Nabitchita       | PRS   |
| Ministre de la Justice et des Droits de l'Homme                                                   |           | Luís Olundo Mendes            | PRS   |
| Ministre des Travaux publics, du Logement et de l'Urbanisme                                       |           | Malam Banja                   | PAIGC |
| Ministre de l'Éducation nationale et de l'Enseignement supérieur                                  |           | Sandji Fati                   | PAIGC |
| Ministre de la Culture, de la Jeunesse et des Sports                                              |           | Gomes Barbosa Tomás           | PAIGC |
| Ministre de la Santé publique                                                                     |           | Domingos Malú                 | PRS   |
| Ministre de l'Action sociale, de la Famille et de la Promotion de la femme                        |           | Maria Evarista de Sousa       | PAIGC |
| Ministre de l'Agriculture, des Forêts et du Développement rural                                   |           | Rui Nene Djata                |       |
| Ministre de la Pêche et de l'Économie maritime                                                    |           | Fernando Correia Landim       |       |
| Ministre de la Réforme administrative et du Travail                                               |           | Tumane Baldé                  | PRS   |
| Ministre du Commerce                                                                              |           | António Serifo Embaló         | PRS   |
| Ministre du Tourisme                                                                              |           | Malam Jura                    |       |
| Ministre de la Communication sociale                                                              |           | Victor Gomes Pereira          | PRS   |
| Secrétaire d'État aux Transports et aux Communications                                            |           | Fidélis Forbs                 | PAIGC |
| Secrétaire d'État à la Coopération internationale et aux Communautés                              |           | Augusto Poquena               | PRS   |
| Secrétaire d'État chargé du Budget                                                                |           | José Adelino Vieira           |       |
| Secrétaire d'État chargée du Trésor                                                               |           | Orlando Viegas                | PRS   |
| Secrétaire d'État à la Gestion hospitalière                                                       |           | Maria Inácia Có Mendes Sanhá  | PRS   |
| Secrétaire d'État à l'Enseignement supérieur et à la Recherche scientifique                       |           | Gina Sanca                    | PRS   |
| Secrétaire d'État à la Sécurité alimentaire                                                       |           | Mário Lopes Martins           |       |
| Secrétaire d'État à l'Aménagement du territoire                                                   |           | Braima Malam Djassi           | PAIGC |
| Secrétaire d'État à la Sécurité et à l'Ordre public                                               |           | Marcelino Simões Lopes Cabral | PAIGC |
| Secrétaire d'État à la Planification régionale et à l'Intégration                                 |           | Doménico Oliveira Sanca       |       |
| Secrétaire d'État aux Combattants de la liberté de la patrie                                      |           | Iracema do Rosário            | PAIGC |
| Secrétaire d'État à l'Environnement                                                               |           | Bernardo Braima Mané          | PRS   |